# Habib al-'Adli
Ḥabīb al-ʿAdlī (Governatorato di Sharqiyya, 1º marzo 1938) è un politico e poliziotto egiziano.
Ḥabīb Ibrāhīm al-ʿAdlī (in arabo حبيب العادل‎?) è stato ministro degli Interni egiziano dal 1997 al 2011.

## Biografia
Al-ʿAdlī (musulmano sunnita) si è diplomato nell'Accademia di Polizia nel 1961. Dopo aver lavorato in diversi dipartimenti investigativi, ha operato nel ministero degli Esteri dal 1982 al 1984. Specializzato sui temi della sicurezza dello Stato, è poi diventato vice-ministro degli Interni nel 1993. Ha sostituito il generale Hasan al-Alfī come ministro degli Interni dopo il massacro di Luxor del novembre 1997.
Durante le Sommosse popolari in Egitto del 2011 fu lui a impartire alla polizia l'ordine di sparare sui dimostranti. Rimosso dal Gabinetto a seguito della fortissima ostilità dei manifestanti nei suoi confronti, fu sostituito da Hosni Mubarak con l'anziano generale Maḥmūd Waǧdī, nella vana speranza di acquietare gli animi.
Dopo le dimissioni del Presidente, al-ʿAdlī è stato arrestato e imputato con altri due ministri per corruzione, frode e riciclaggio di denaro. Poco dopo il Procuratore Generale egiziano ha annunciato che al-ʿAdlī era stato posto ai lavori forzati, mentre i suoi beni personali venivano congelati su disposizione giudiziaria.
Si pensa che al-ʿAdlī abbia ammassato un patrimonio di 1,2 miliardi di dollari. Si è tuttavia dichiarato "non colpevole" nel procedimento penale svoltosi il 5 marzo del 2011, negando i rilievi del giudice circa l'aver tratto illecito vantaggio dalla sua preminente posizione politica."
Il 5 maggio 2011, al-ʿAdlī è stato riconosciuto colpevole dalla corte penale e condannato per frode e riciclaggio di denaro alla pena di 12 anni di prigione.